# Glada änkan (djur)
Glada änkan (Phallichthys amates) är en fiskart som först beskrevs av Miller, 1907.  Glada änkan ingår i släktet Phallichthys och familjen Poeciliidae. Inga underarter finns listade i Catalogue of Life.